# نبتون صغير

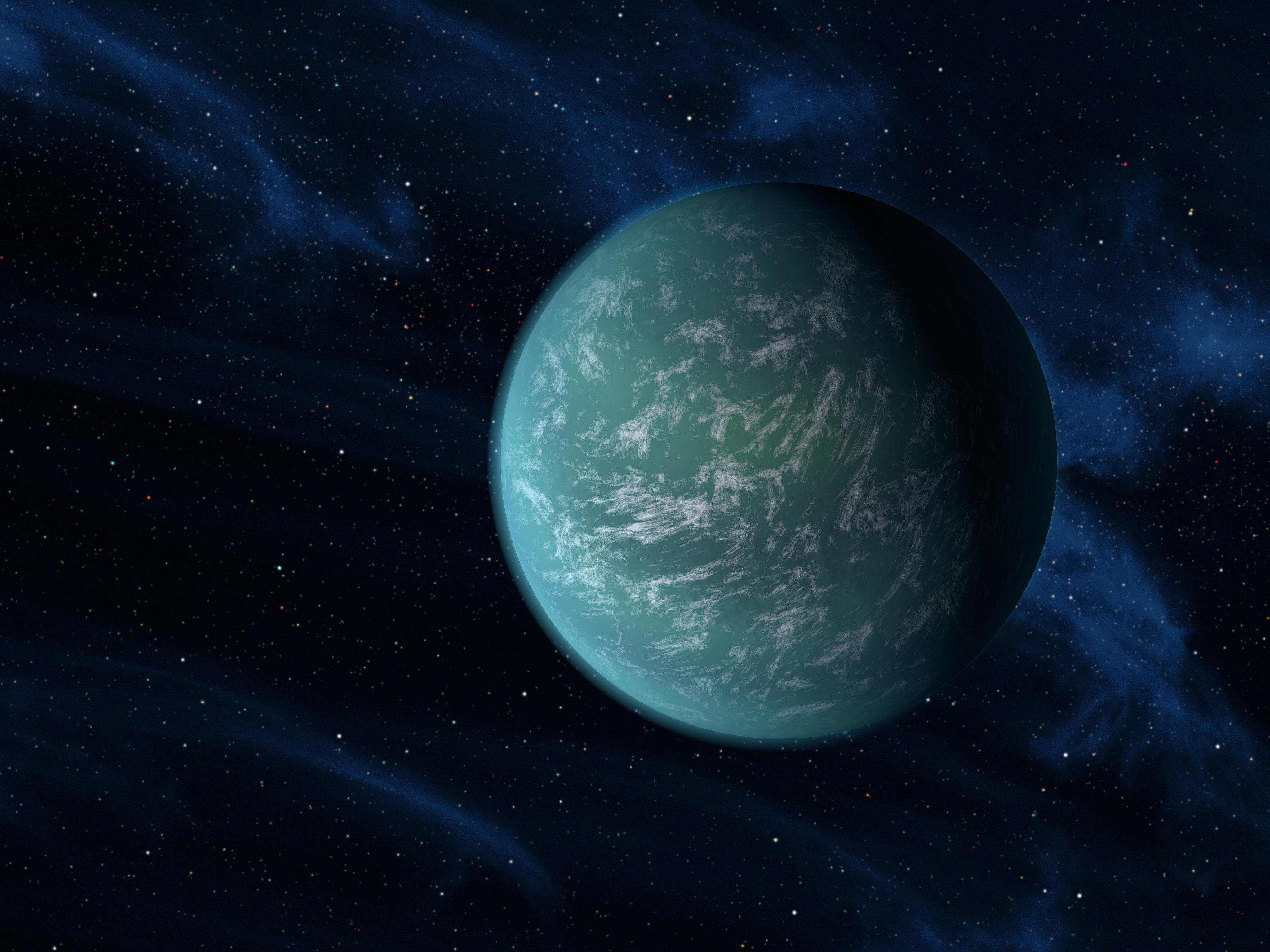

نبتون الصغير هو كوكب خارج المجموعة الشمسية بكتلة أقل بكثير من كتلة كوكبي نبتون وأورانوس بالمجموعة الشمسية، لكنه من ناحية أخرى مماثل لنبتون في وجود غلاف جوي من الهيدروجين/الهيليوم السميك أعلى المياه العميقة/الأمونيا/المواد المتطايرة الأثقل. وللكواكب التي ليس بها غلاف جوي كثيف، هناك مصطلح الكوكب المحيط.
قد يكون هناك خط فاصل بين وجود نبتون الصغير والأراضي الهائلة الصخرية التي يكون حجمها ضعف نصف قطر كوكب الأرض.